# Mond-tot-mondreclame
Mond-tot-mondreclame, ook wel mondreclame, is een term die in de marketingindustrie gebruikt wordt als niet-medewerkers een product of dienst met elkaar bespreken. Door middel van begrippen als buzz-marketing of virale marketing proberen marketeers deze vorm van reclame op gang te brengen.
Volgens sommige definities betreft mond-tot-mondreclame een lineair patroon waarbij informatie van zender naar ontvanger overgaat waarna de ontvanger uiteindelijk een nieuwe zender wordt. In deze definitie is het onderscheid tussen mond-tot-mondreclame en een buzz of hype het feit dat niet langer in lineaire patronen over het product gesproken wordt, maar dat opeens iedereen tegen iedereen over het product praat. In andere definities wordt dit onderscheid niet gemaakt en betreft het allebei vormen van mond-tot-mondreclame.
Tegenwoordig worden ook publicaties op internet (in zogenaamde weblogs) of e-mails tot mond-tot-mondreclame gerekend, terwijl hier geen gesproken communicatie meer aan te pas komt. Met name deze elektronische vorm wordt door marketeers ook wel gebruikt om mond-tot-mondreclame aan te zwengelen.

## Voordelen
- Goedkoop: in tegenstelling tot de meeste andere vormen van reclame hoeft er niet voor betaald te worden.
- Geloofwaardigheid: omdat de zender van de boodschap doorgaans een bekende van de ontvanger is, wordt door de meeste mensen een hogere geloofwaardigheid aan mond-tot-mondreclame toegekend dan aan andere vormen van reclame. Dit is ook de reden dat mond-tot-mondreclame regelmatig wordt gebruikt in netwerkmarketing.
- Gerichte reclame: het betreft vrijwel altijd een relevante boodschap voor de ontvanger. Iemand met een positieve ervaring over luiers zal, hoewel hij in principe bereid is deze te delen, niet snel een willekeurige vriend of kennis hierover aanspreken, maar juist wel iemand die toevallig een luier-probleem heeft.

## Nadelen
- Het is nauwelijks meetbaar of inzichtelijk te krijgen.
- Het is lastig te sturen, zelfs als flagrante onwaarheden worden verteld.
- Uit onderzoeken[bron?] is bekend dat consumenten na een negatieve ervaring tot wel 7 keer meer mensen hierover vertellen dan wanneer ze een uitermate positieve ervaring met een product of dienst hebben.

## Trivia
- De uitdrukking mond-op-mondreclame is een stijlfout (een contaminatie).[1] Deze komt waarschijnlijk voort uit de term mond-op-mondbeademing.